# Flickan från Vilda Västern
Flickan från Vilda Västern, även Flickan från Västern och med den italienska originaltiteln La fanciulla del West, är en italiensk opera av Giacomo Puccini. Operans libretto är av Guelfo Civinini och Carlo Zangarini och är baserad på pjäsen "The Girl of the Golden West" av David Belasco. 

## Historia
Efter Madame Butterfly kände Puccini att han måste gå andra vägar och hittade en historia efter sitt sinne då han under en Puccini-festival i New York 1907 såg Belascos pjäs The Girl of the Golden West. Det amerikanska ämnet gjorde att Metropolitans chef Giulio Gatti-Casazza försäkrade sig om uruppförandet. Verket uruppfördes på Metropolitan Opera (den första världspremiären av en opera på Metropolitan) i New York den 10 december 1910 med Emmy Destinn och Enrico Caruso i huvudrollerna, samt Arturo Toscanini som dirigent. Därefter följde uppsättningar på Covent Garden i London 1911 och La Scala i Milano 1912.
Premiären i Sverige var på Kungliga Teatern i Stockholm 29 december 1934.
Operan gavs 2007 på Malmö opera och musikteater med Signe Lind i titelrollen och på Kungliga Operan i Stockholm med Nina Stemme i huvudrollen 2011/12, då med titeln Flickan från Västern.

## Roller
- Minnie (Sopran)
- Jack Rance, sheriff (Baryton)

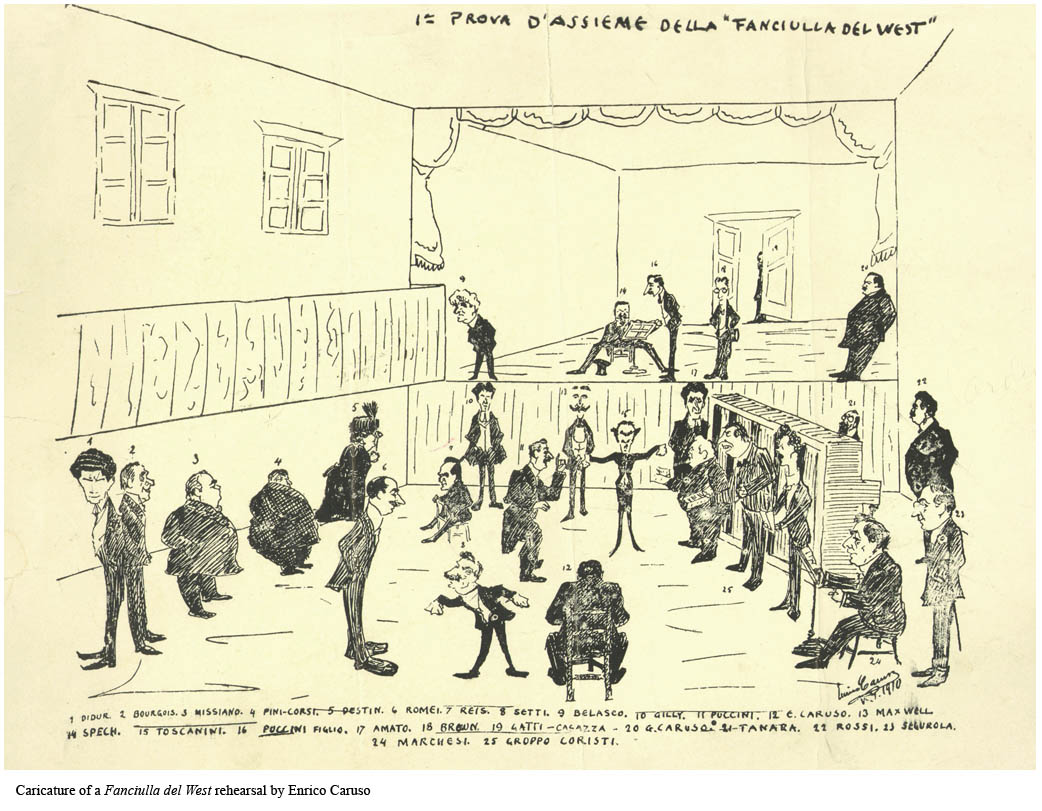
Karikatyr av Caruso av repetitionerna.

- Dick Johnson alias Ramerrez, bandit (Tenor)
- Nick, bartender på The Polka Saloon (Tenor)
- Ashby, agent för transportkompaniet Wells Fargo (Bas)
- Sonora, guldgrävare (Baryton)
- Trim, guldgrävare (Tenor)
- Sid, guldgrävare (Baryton)
- Bello, guldgrävare (Baryton)
- Harry, guldgrävare (Tenor)
- Joe, guldgrävare (Tenor)
- Happy, guldgrävare (Baryton)
- Larkens, guldgrävare (Bas)
- Billy Jackrabbit, indian (Bas)
- Wowkle, hans hustru (Mezzosopran)
- Jake Wallace, kringvandrande sångare (Baryton)
- José Castro, halvblod (Bas)
- En postiljon (Tenor)
- Guldgrävare och lantfolk (kör)

## Handling

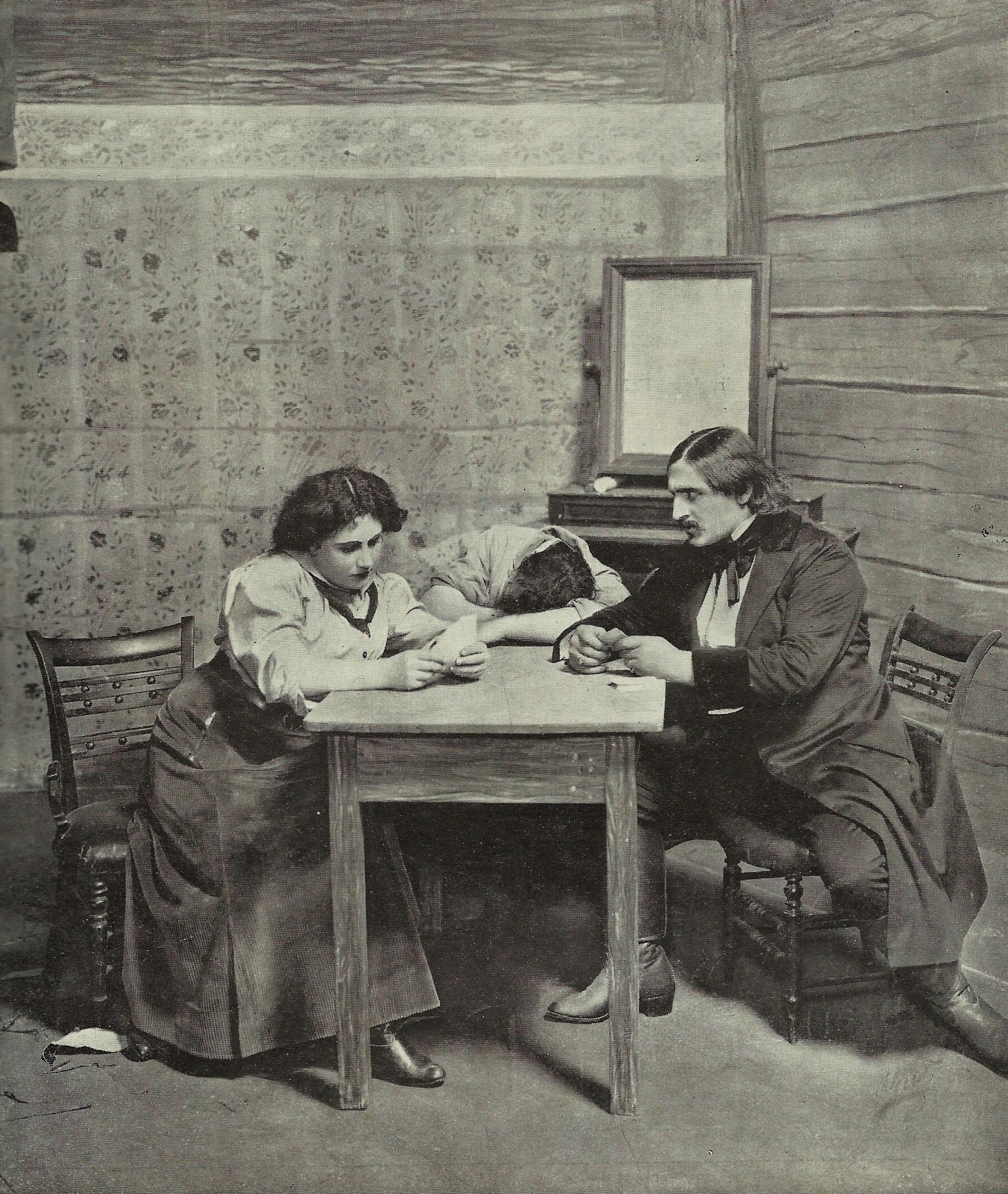
Kortspelsscenen från akt 2 med Emmy Destinn och Pasquale Amato, från Metropolitan Opera i New York 1910

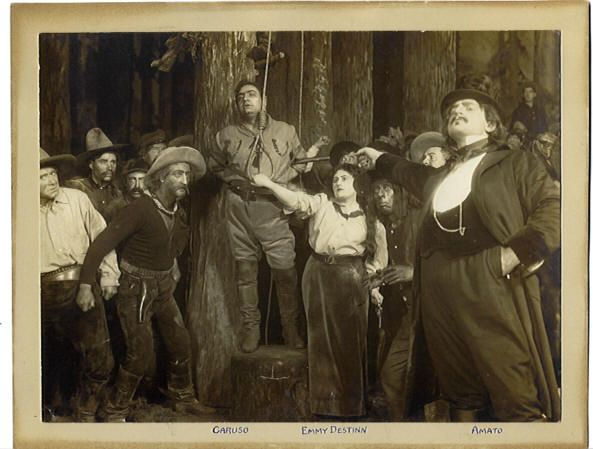
Scen från akt 3 från Metropolitan Opera i New York 1910, med Enrico Caruso, Emmy Destinn och Pasquale Amato

Operan utspelar sig i ett guldgrävarläger i Kalifornien vid foten av Cloudy Mountains vid tiden för den stora  guldrushen 1849-1850.

### Första akten
Sheriff Rance (baryton) avstyr ett gräl inne på Minnies saloon. Rance är förälskad i Minnie (sopran) och planerar att ta fast den kände banditen Ramerez. In kommer främlingen Johnson (tenor) som drar på sig Rances svartsjuka när han dansar med Minnie. När de andra guldgrävarna går ut stannar Minnie med Johnson och de bekänner sin kärlek.

### Andra akten
Minnie berättar om sitt liv för Johnson. Johnson skäms över att kommit dit under falsk identitet och går iväg men hindras av snöovädret. När Rance och hans män kommer efter honom göms han av Minnie. När hon får klart för sig att han är Ramerez konfronterar hon honom. När han går ut igen skjuts han och flyr tillbaka. Rance följer blodspåret till Minnie som utmanar honom på kortspel. När hon vinner kräver hon att Ramerez ska gå fri.

### Tredje akten
Rance blir rasande av svartsjuka. Ramerez fångas igen och man planerar att hänga honom. Han ber endast om att Minnie ska hållas ovetande och tro att han flytt. (Detta i den enda mer traditionella Puccini-arian i verket.) Minnie kommer dock tillbaka precis i tid för att förhindra avrättningen och de två älskande drar iväg mot ett nytt liv tillsammans. (För en gångs skull dör inte hjältinnan på slutet i en Puccini-opera.)
Efter de fyra föregående succéerna, Manon Lescaut, La Bohème, Tosca och Madama Butterfly blev La Fanciulla del West något av en besvikelse för Puccini. Operan innehåller färre örhängen och har en mer nedtonad romantik, ett verk som påverkats av verismen.

## Diskografi (urval)
- La fanciulla del West. Tebaldi, Del Monaco, MacNeil, Tozzi, S:t Ceciliaakademien, Rom, Kör och orkester. Capuana, dirigent. Decca (ADD) 421 595-2. 2 CD.[6]